# Маграсси, Андреа
Андреа Маграсси (итал. Andrea Magrassi; род. 6 февраля 1993) — итальянский футболист, нападающий клуба «Милан Футуро».

## Карьера
Родился Андреа Маграсси в городе Доло в Венции. Начал свою карьеру футболист в клубе Марко Поло из Местры. Позднее он перешёл в молодёжные команды Венеции и Брешии. Дебютировал в Серии B футболист 13 ноября 2011 года в матче против Асколи, выйдя на замену Дениса Маккана во втором тайме.

### Сампдория
30 января 2012 Маграсси перешёл в Сампдорию, в рамках обмена нескольких футболистов. Так, Брешия арендовала у Сампдории нападающих Федерико Пиоваккари и Сальваторе Фоти, защитника Пьетро Аккарди. «Сампдория» подписала нападающих Маграсси (2 млн евро), Хуана Антонио (3 млн евро) и защитника Гаэтано Берарди (2 млн евро). Маграсси заключил контракт, сроком на четыре с половиной года.
2 августа 2012 был арендован «Портогруаро», 30 августа 2013 года — в «Реал Виченцу».
1 сентября 2014 года вновь был отправлен в аренду, на этот раз в Мартину Франка.

### Ольяненсе
31 августа 2015 года Маграсси был продан в португальский клуб второго дивизиона «Ольяненсе».